# Sønderjysk

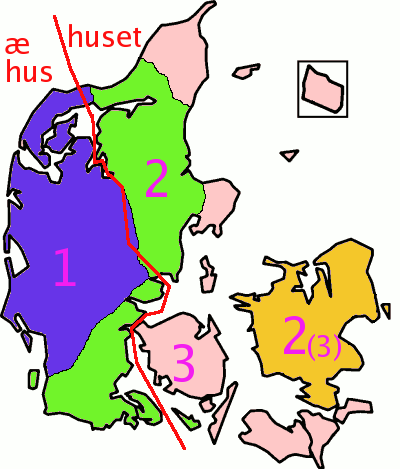
Das grammatikalische Geschlecht in den dänischen Dialekten. Auf Seeland wurden bis in die neuere Zeit noch drei Geschlechter benutzt. Westlich der roten Linie wird der Artikel vor das Hauptwort gestellt.

Sønderjysk oder Südjütisch (sønderjysk: Synnejysk, deutsch auch: Südjütländisch) ist ein dänischer Dialekt, der im Raum des ehemaligen Herzogtums Schleswig beiderseits der heutigen deutsch-dänischen Grenze gesprochen wird bzw. gesprochen wurde. Auf Deutsch wird Sønderjysk in Anlehnung an den Begriff Plattdeutsch manchmal vereinfachend als „Plattdänisch“ bezeichnet; demgegenüber steht „Hochdänisch“ (korrekter: Standarddänisch oder Reichsdänisch, da. rigsmål). Sønderjysk wird bzw. wurde in mehreren Varianten gesprochen. So bezeichnet man beispielsweise die Variante des Angelner und Schwansener Gebietes als Angeldänisch (Angeldansk).

## Einordnung
Linguistisch wird Sønderjysk der jütischen Dialektgruppe innerhalb des Dänischen zugerechnet. Innerhalb dieser Gruppe ist es am engsten mit dem Westjütischen verwandt, hat aber auch Merkmale mit den Dialekten der südlichen dänischen Inseln gemeinsam. Der Wortschatz ist von niederdeutschem Einfluss geprägt, dies gilt in gewissem Maße auch für die Aussprache (siehe Eigenschaften).
Vereinzelt gibt es die Auffassung, dass Sønderjysk eine eigene Sprache oder eine jütisch-niederdeutsche Mischsprache sei. Zum Teil greift diese Hypothese auf die sprachlichen Theorien von Jacob Grimm zurück, nach denen die ursprünglich westgermanischen Jüten und Angeln im 5. Jahrhundert durch eingewanderte nordgermanische Dänen verdrängt oder mit ihnen vermischt wurden, wodurch eine nordgermanische Sprachenform auf westgermanischem Substrat entstanden wäre. Als wichtiges Argument galt, dass der bestimmte Artikel nicht angehängt (wie sonst im Skandinavischen), sondern vor das Substantiv (wie im Deutschen, Friesischen, Niederländischen und Englischen) gesetzt wird. Jedoch wird der Artikel auch im Ost- und Nordjütischen angehängt, ähnlich wie im Inseldänischen. Runeninschriften sowie frühe schriftliche Quellen bezeugen, dass der Artikel zu jener Zeit (5. Jahrhundert) in den germanischen Sprachen noch nicht vorkam, sondern erst Jahrhunderte später entstanden ist. Auch ist im Südjütischen kein westgermanischer Restwortschatz nachgewiesen, der die Substrattheorie rechtfertigen könnte; die niederdeutschen und hochdeutschen Lehnwörter sind späteren Einflüssen zuzuschreiben.
Die westgermanische Hypothese spielte auch im Streit um die Goldhörner von Gallehus eine Rolle. Die Runeninschrift auf den aus der Zeit um 400 n. Chr. stammenden Hörnern wird nach heutiger Interpretation weder als spezifisch west- noch nordgermanisch angesehen; jedoch deutet das Pronomen ek eher auf eine nordgermanische Verbindung hin (die westgermanische Form wäre ik).
Als sich im Laufe der Völkerwanderung die nordgermanischen und westgermanischen Dialekte auseinanderentwickelten, bildete sich dazwischen kein weicher Übergang (Sprachkontinuum), sondern eine harte Sprachgrenze aus. Nach einer Theorie erfolgte die Trennung der Sprachen einer geografischen Trennung, z. B. wegen des Vordringens slawischer Stämme, die in den Raum zwischen Dänen/Jüten/Angeln und Sachsen vordrangen und Kontakte zwischen Nord und Süd unterbrachen. Die unbestreitbar harte Sprachgrenze zwischen Deutsch und Nordgermanisch spricht eher gegen die Theorie, wonach Sønderjysk eine Mischsprache sei.
Es bleibt jedoch zu klären, welchen Ursprung der vorangestellte Artikel im Süd- und Westjütischen hat. Nach Auffassung der traditionellen dänischen Dialektologie handelt es sich kaum um eine Entlehnung aus dem Deutschen oder Englischen, sondern um eine selbständige jütländische Entwicklung. Neuerdings befassen sich einige Linguisten und Historiker mit den Sprach- und Kulturkontakten im Nordseeraum, z. B. zwischen Jüten, Friesen und Holländern, aber auch hier ist die Frage des vorangestellten Artikels noch nicht weiter erforscht worden.

## Eigenschaften

### Syntax
Die augenfälligste Eigenschaft, die sich auch im Westjütischen findet, ist der vorangestellte bestimmte Artikel æ, der statt des suffigierten bestimmten Artikels, der typisch für die skandinavischen Sprachen ist, verwendet wird; z. B. æ barn „das Kind“, hochdänisch barnet, oder æ hjørn „die Ecke“, hochdänisch hjørnet.
Der Dialekt hat wie das Reichsdänische zwei grammatische Geschlechter.

### Aussprache
Auf Rømø, Als und im Sundeved hat sich der skandinavische tonale Akzent erhalten. Heute sind jedoch wegen der größeren Mobilität der Bevölkerung die traditionellen geografischen Grenzen zwischen Gebieten mit und ohne Stoßton bzw. mit musikalischem Akzent schwerer zu erkennen.
Im Auslaut werden b und g zu f- und ch-Lauten. Das lange e, ø und o wird etwas diphthongiert wie ei, øy und ou ausgesprochen. Dies sind Merkmale des Niederdeutschen. Das Reichsdänische etwa verfügt über keinen der plattdeutschen ch-Laute.

### Wortschatz
Der Wortschatz ist von mehr Lehnwörtern aus dem Niederdeutschen und Hochdeutschen geprägt, als es in anderen dänischen Dialekten der Fall ist. Der Anteil dieser deutschen Lehnwörter variiert je nach geographischer, historischer und kultureller Lage. So ist die südlich der Grenze gesprochene Variante stärker von deutschen Wörtern durchsetzt als die in Dänemark gesprochene Variante. Nach dem dänischen Verlust im Deutsch-Dänischen Krieg (1864) und der Eingliederung Schleswigs in Preußen nahm die Anzahl der deutschen Lehnwörter mit dem deutschen Schulunterricht zu; bei Sprechern, die nach der Abtretung Nordschleswigs an Dänemark (1920) geboren wurden, nahm der deutsche Wortschatz wieder etwas ab. Ein besonderes Beispiel ist das Grußwort moin, das anfänglich als deutscher Eindringling in Nordschleswig empfunden wurde, weil es das jütische godaw (guten Tag, dänisch goddag) verdrängte. In den letzten Jahrzehnten hat sich das Moin (auf Dänisch mojn) aber stark durchgesetzt, und es wird heute meist als typisch Sønderjysk gesehen. Auch nordschleswigsche Sprecher des Reichsdänischen verwenden es.
Der Einfluss des Deutschen ist aber nicht eindeutig. Teilweise hat Sønderjysk einen sehr konservativen Wortschatz, indem es alte skandinavische Wörter bewahrt hat, die in anderen dänischen Dialekten und im Standarddänischen durch Neuerungen oder sogar durch deutsche Lehnwörter ersetzt wurden. Beispiele sind Sønderjysk fikk (≈ Tasche, schwedisch ficka, niederdeutsch ficke, dänisch lomme), grander (≈ Klug, dänisch klog, älteres dänisch gran, isländisch grannur), snel (≈ freundlich, dänisch flink, schwedisch snäll, isländisch snjall).
Das Wort für ich (Reichsdänisch und Inseldänisch jeg, gesprochen [jɑɪ]) heißt auf Sønderjysk æ [ɛ], im nördlichsten Nordschleswig jedoch a wie im größten Teil Jütlands. Im östlichen Nordschleswig wird es in Richtung [e] ausgesprochen, ebenso auf der Insel Als.

### Dialekte
Als Dialekte werden unterschieden:
nördlich der deutsch-dänischen Grenze
- das Westliche Sønderjysk einschließlich der Inseln Mandø und Rømø (Rømømål als Unterdialekt), das auch ins heutige Deutschland hineinreicht;
- das Östliche Sønderjysk  einschließlich Alsisk (Alsisch) auf der Insel Als (Alsen) und Sundevedsk auf der Halbinsel Sundeved (dt. Sundewitt);[2]

südlich der deutsch-dänischen Grenze
- das Angelmål (auch: Angeldänisch, Angeldansk oder Angelbomål) in Angeln und Schwansen (inzwischen ausgestorben);
- das Fjoldemål (auch: Viöler Dänisch) um den Ort Viöl im mittleren Schleswig (inzwischen ausgestorben);
- das Mellemslesvigsk auf der Geest im mittleren Schleswig,
- das Westliche Sønderjysk (s. o.).

### Schibboleth
Ein Schibboleth-artiger Satz für das Südjütische ist der folgende, der aus neun aufeinanderfolgenden Vokalen besteht: A æ u å æ ø i æ å „Ich bin draußen auf der Insel in der Au“.

## Geschichte
Bis zum Ende des Mittelalters war Sønderjysk die alleinige Umgangssprache im nördlichen und mittleren Schleswig bis zur Linie Husum-Dannewerk-Eckernförde, was die Ortsnamen im mittleren und östlichen Schleswig bezeugen. Südlich dieser Linie, auf dem Fræzlæt, wurde das Land erst im Hochmittelalter durch die von Süden kommenden Sachsen besiedelt. Auf den friesischen Inseln wurde Nordfriesisch gesprochen, im Küstenrandgebiet teils Nordfriesisch und teils Sønderjysk.

### Sprachwechsel
Der Sprachwechsel zum Niederdeutschen fand auf der Halbinsel Schwansen im 17. und 18. Jahrhundert statt, in Angeln erst im 19. Jahrhundert. Man vermutet, dass die Einwohner dieser Gebiete schon einige Jahrhunderte vor dem Sprachenwechsel aktive Kenntnis des Niederdeutschen (und passive Kenntnis des Hochdeutschen) hatten. Überlagernd mit den nationalen Auseinandersetzungen im 19. Jahrhundert wechselten die Angeliter zum Niederdeutschen, ein Vorgang, der innerhalb weniger Jahrzehnte vollzogen wurde. Mitte des 19. Jahrhunderts war die dänische Regierung bemüht, durch die sogenannten Sprachreskripte von 1851 in Angeln und auf der Geest Reichsdänisch als Amts-, Kirchen- und Schulsprache neben dem Hochdeutschen zu etablieren und so den Sprachwechsel zum Deutschen aufzuhalten. Es wird diskutiert, ob und inwieweit der Sprachwechsel der deutschen Gesinnung den Weg bahnte oder umgekehrt. Als weitere Ursache des Sprachwechsels wird hervorgehoben, dass den Kindern durch die Vermittlung des Niederdeutschen das spätere Erlernen der hochdeutschen Schul- und Kirchensprache erleichtert werden sollte, und dass Südjütisch mit niedrigem sozialem Status verbunden wurde. Um 1900 wurde es nur noch in einigen Dörfern an der Flensburger Förde verwendet. Die Angeliter Variante des Südjütischen, auch Angeldänisch genannt, war dem Dialekt auf Sundewitt und Alsen (nördlich der Flensburger Förde) sehr ähnlich.
Länger hielt sich Südjütisch auf der Geest zwischen Husum und Schleswig, wo der dänische Dialekt von Viöl lange eine Sprachinsel bildete. Diese südliche Variante hatte altertümliche Züge wie die vollständige Zahlen- und Personenbeugung der Verben beibehalten, nachdem sie längst in anderen dänischen Dialekten verschwunden waren. Die letzten Sprecher des Viöl-Dänischen – des Fjoldemål – starben in den 1930er Jahren.
Mit der Ankunft vieler Heimatvertriebener aus den deutschen Ostgebieten in den Jahren nach 1945 sowie Ansiedlungen im Zuge des 1953 initiierten Programms Nord wurde das Südjütische als Alltagssprache jedoch südlich der Grenze nahezu vollständig vom Hochdeutschen verdrängt.

### Heutige Situation

Schleswig-Holstein 1898. Die Sprachgrenze wird mit einer grünen Linie angezeigt.

Diejenigen, die in Nordschleswig heute einen südjütländischen Dialekt sprechen, kommen sowohl aus der dänischen Mehrheit wie der deutschen Minderheit. Viele eignen sich später Reichsdänisch in den dänischen Schulen bzw. Hochdeutsch und Reichsdänisch in den Einrichtungen der deutschen Minderheit an. Sønderjysk ist also in nationaler Hinsicht neutral. Nach Einschätzungen des Bundes Deutscher Nordschleswiger bedienen sich etwa zwei Drittel der Angehörigen der deutschen Minderheit des Sønderjysk als Alltagssprache, wobei Sønderjysk für diese Gruppe einen besonders identitätstragenden Wert hat.
Die Mobilität und der höhere Status des Reichsdänischen führen jedoch dazu, dass zunehmend dialektale Ausdrücke durch standardsprachliche Ausdrücke ersetzt und aus der Alltagssprache verdrängt werden. Stärker als die Dialekte in anderen Teilen Dänemarks wird Sønderjysk aber in Amateurtheatervorstellungen, lokalen Satiren, Erzählungen, Liedern und in der Werbung verwendet. Der vielgelobte Spielfilm Kunsten at græde i kor aus dem Jahre 2006 wurde vollständig auf Sønderjysk gedreht.
Südlich der Grenze existiert Sønderjysk nur noch in einigen grenznahen Gemeinden zwischen Flensburg und Niebüll. Die Sprache war lange eine Lingua Franca, die unabhängig von nationaler Überzeugung gesprochen wurde und die auch für die Kontakte über die Grenze verwendbar war. Die Verbreitung des Sønderjysk ist bei Angehörigen der dänischen Minderheit schätzungsweise nicht größer als bei der deutschen Mehrheit, da erstere zumeist Hochdeutsch, Niederdeutsch oder Reichsdänisch verwenden.
Zwar handelt es sich bei Sønderjysk um eine vorwiegend gesprochene Mundart, doch wird sie gelegentlich auch in Literatur und Medien benutzt. Im Jahr 2000 gründete sich mit Æ Synnejysk Forening ein sprachpolitisch aktiver Verein, für den sich auch viele Angehörige der deutschen Minderheit einsetzen. Südlich der Grenze gibt es seit 1972 mit Æ Amatøer aus Leck ein südjütisches Amateurtheater.
Von offizieller Seite wird die Sprache weder in Dänemark noch in Deutschland gefördert und ist infolge der rückgehenden Anzahl der Sprecher gefährdet.